# Великие Межиричи
Великие Межи́ричи — село в Ровненском районе Ровненской области Украины. Административный центр Великомежиричской сельской общины.
Находится в 25 км от города Корец. Население по переписи 2001 года составляло 2192 человека.
Первое упоминание относится к 1544 году. В 1605 городок получил Магдебургское право. В 1725 году на территории городка строится костёл Святого Антония. В средние века здесь существовал замок Корецких (не сохранился), позднее на его месте овручским старостой Яном Стецким в 1773 году был возведён дворец, сохранившийся до наших дней. В XVII веке на территории посёлка существовала польская, украинская и еврейская общины.
После Гражданской войны в России отошло Польше, но было занято Красной Армией в 1939 году. С 6 июля 1941 года по 15 января 1944 года — под немецкой оккупацией; 1944—1991 — в составе Украинской ССР.
До 1965 года посёлок назывался Межиричи. До 2020 года входило в Корецкий район.

## Еврейская община
Евреи в городке жили с момента его основания. Начиная с 1760 года и на протяжении последующих двенадцати лет здесь находился центр хасидского движения, а его второй лидер, Дов-Бер из Межерича, получил прозвище по имени города.
К началу Второй мировой войны в городе проживало около 3000 евреев. В октябре 1941 году немцы уничтожили в городе около 1500 евреев, а в августе 1942 уничтожили бо́льшую часть оставшихся. В городе около 100 евреям удалось бежать с оккупированных территорий, около 50 из них присоединились к партизанам. В 2000 году установлен памятный знак на месте расстрела еврейского населения.

## Известные люди
- Дов-Бер из Межерича (Межеричский магид)